# 146 (szám)
A 146 (száznegyvenhat) a 145 és 147 között található természetes szám.

## A matematikában
- Nontóciens szám – nincs megoldása a φ(x) = 146 egyenletnek.
- Érinthetetlen szám: nem áll elő pozitív egész számok valódiosztóösszeg-függvényeként.
- A 146 oktaéderszám.